# Мачкович, Титус
Титус Мачкович (сербохорв. Titus Mačković / Титус Мачковић, венг. Macskovits Titusz 20 июля 1851, Сабадка, Королевство Венгрия, Австрийская империя — 17 сентября 1919, Суботица, Королевство сербов, хорватов и словенцев) — австро-венгерский архитектор, главный инженер города Суботицы (1878—1879, 1884—1890) и владелец кирпичной фабрики.

## Биография
Родился в семье суботицкого адвоката Бенедека Мачковича (хорв. Benedek Mačković) и Марии Вашаш (венг. Vasas Mária). С 1862 года учился в Суботицкой гимназии, а затем — ещё три года в Высшей реальной школе в Буде. После получения среднего образования, в 1869 году отправляется Цюрих, где учится на инженера. В 1872 году изучает дорожное строительство и гидротехнику в Ахене. В 1873 году в Вене посещает лекции по железнодорожному строительству и мостостроению. Так и не получив диплом о высшем образовании, в 1874 году возвращается в Суботицу, где открывает собственное инженерное бюро.
С 1 июля 1878 по 31 декабря 1879 и с 1 июля 1884 по 31 октября 1890 года занимал должность главного инженера (архитектора) Суботицы. В то время он спроектировал десять общественных зданий и ещё несколько десятков частных объектов. Всего по его проектам было построено около 360 объектов в Суботице и её окрестностях, а в Историческом архиве Суботицы хранится более 400 проектов, подписанных его именем. 
В 1879 году основал первую кирпичную фабрику в городе, которая располагалась возле Сенчанского кладбища. Снесена в 1930 году. Рядом с фабрикой Мачкович построил свой дом в виде башни.

## Личная жизнь
В 1877 году женился на Катарине Манойлович (7 мая 1857 — 22 апреля 1920). В браке родились дочери Мария, Леона, Ангела, Корнелия, Ана и сын Бенедек.